# Бауман, Герман Германович
Герман Германович Бауман (1920—2000) — историк, доктор исторических наук, профессор Ростовского университета и Ростовского пединститута, участник Великой Отечественной войны.

## Биография
Родился 6 марта 1920 года в Воронеже в еврейской семье. Отец был военным фельдшером (умер от сыпного тифа в 1919 году (незадолго до рождения  сына), мать — служащая. Окончил (1937 г.) с отличием среднюю  школу в Воронеже и был зачислен на исторический факультет Московского университета.
В начале войны (1941 г.) ушёл добровольцем на фронт с 5-го курса университета. В сражении под городом Уваровым командир отделения 975-го артиллерийского полка Краснопресненской дивизии народного ополчения Бауман был ранен осколком мины и попал в плен. Побывал в лагерях в Польше, Германии и в Голландии на работах по строительству Атлантического вала, где установил связь с голландскими коммунистами и стал работать по их заданию. 
Работал в советских органах репатриации в Голландии (с августа 1945 года по январь 1946 года), как переводчик документов с голландского на русский язык для советского посольства в Гааге. Вернулся в СССР (на родину жены в посёлок Добрянка Черниговской области Украинской ССР), где устроился учителем в школу. В школе преподавал немецкий и английский языки, пение, руководил хором. Одновременно он занимался литературной работой: перевёл на русский язык с голландского ряд романов и повестей, изданных в московских и киевских издательствах.
Из-за пребывания в немецком плену Бауман после войны был существенно ограничен в своих правах. Как он сам писал: «Почти 10 лет я работаю учителем в школе, но до сих пор не могу добиться, чтобы мне разрешили работать по специальности в качестве преподавателя истории. В райцентре я считаюсь хорошим лектором, но работники РК партии из соображений перестраховки всячески отстраняют меня от лекционной работы. Дважды — в 1948 и 1952 годах — я пытался поступить в аспирантуру. Меня даже не допустили к приемным испытаниям. За эти годы мне удалось лишь с большим трудом поступить на заочное отделение Харьковского института иностранных языков. Через пару лет я получу второй диплом, но что это мне даст? Дальнейший путь для таких, как я, пока ещё закрыт».
Письмо Баумана (1956) было адресовано секретарю ЦК КПСС А. И. Микояну. Рассмотрение этого письма положило начало процессу реабилитации в СССР бывших военнопленных. Результатом работы комиссии под председательством маршала Г. К. Жукова стал выход 29 июня 1965 года постановления ЦК КПСС и Совета Министров СССР «Об устранении последствий грубых нарушений в отношении бывших военнопленных и членов их семей».
Бауман заочно окончил факультет иностранных языков Харьковского педагогического института. Первым крупным научным трудом Баумана стала диссертация на степень кандидата исторических наук «Рабочее движение в Нидерландах в годы гитлеровской оккупации и его роль в движении сопротивления».
Также выступал как переводчик художественной литературы: перевёл произведения таких авторов, как Анна ван Гог-Каульбах и Тёйн де Фрис.
Переехал в Ростов-на-Дону, где преподавал историю в Ростовском университете и педагогическом институте. Занимался научной работой. Автор монографии  «Трибунисты — революционные марксисты Нидерландов», изданной на русском языке в Ростове (1981) и в Амстердаме на голландском языке (1988).
Защитил диссертацию на соискание учёной степени доктора исторических наук (1984) в Институте Всеобщей истории АН СССР. Получил звание профессора (1987). После ухода (1992) на пенсию продолжил научную деятельность и вплоть до своей смерти в 2001 году вел научную переписку с учеными из Европы и из Японии.